# Filips van Horne (1500-1541)
Filips van Horne (1500 - 1541) was heer van Baucigny, Lokeren, Kessel, Boxtel en Liempde. In 1521, toen zijn vader overleed, verkreeg hij Baucigny en Lokeren. De overige heerlijkheden verkreeg hij in 1534, toen zijn moeder afstand deed.
Filips was de zoon van Jan van Horne (1460-1521) en Adriana van Ranst.
Op 21 november 1526 trouwde hij met Clara van Renesse (1507 - Boxtel, 1 augustus 1554) een dochter van Frederik van Renesse en Anna van Hamal erfdochter van Elderen (1478-1556). 
De kinderen van het echtpaar waren:
- Adriana van Horne (1528-1582)
- Anna van Horne (1530-1560), die huwde met Boudewijn van Lannoy
- Jan van Horne (1531-1606), die Filips zou opvolgen.

Ook had Filips vier natuurlijke kinderen bij sijnder geselline Iken Jansdochter.
Filips bekleedde hoge posities aan het hof van Maximiliaan van Oostenrijk en was kamerheer en adviseur van keizer Karel V.
Toen Filips stierf waren zijn kinderen nog minderjarig en nam Clara het bestuur over de heerlijkheden waar.